# Fissió ternària

Productes de fissió en massa per a la fissió tèrmica de neutrons de l'U-235, Pu-239, una combinació dels dos típics dels reactors nuclears actuals, i l'U-233 utilitzats en el cicle del tori.

La fissió ternària és un tipus de fissió nuclear relativament poc freqüent (entre el 0,2 i el 0,4% dels esdeveniments) en què es produeixen tres productes carregats en lloc de dos. Com en altres processos de fissió nuclear, altres partícules no carregades com ara neutrons múltiples i raigs gamma es produeixen en la fissió ternària.
La fissió ternaria pot ocórrer durant la fissió induïda per neutrons o en la fissió espontània (el tipus de desintegració radioactiva). Al voltant d'un 25% més de fissió ternària es produeix en la fissió espontània en comparació amb el mateix sistema de fissió format després de la captura de neutrons tèrmics, il·lustrant que aquests processos es mantenen físicament lleugerament diferents, fins i tot després de l'absorció del neutró, possiblement a causa de l'energia extra present en el sistema de reacció nuclear de fissió induïda per neutrons tèrmics.
També es coneix la fissió quaternària, a 1 per 10 milions de fissions (vegeu més avall).

## Productes
El procés de fissió nuclear més comú és la "fissió binària". Produeix dos productes de fissió asimètrics carregats amb un producte carregat màxim probable a 95±15 i 135±15 u de massa atòmica. No obstant això, en aquesta fissió convencional de grans nuclis, el procés binari es produeix només perquè és el més probable energèticament.
En qualsevol lloc de 2 a 4 fissions per 1000 en un reactor nuclear, el procés alternatiu de fissió ternària produeix tres fragments carregats positivament (a més de neutrons, que no estan carregats i no es compten en aquest càlcul). El més petit dels productes carregats pot variar des d'una càrrega i massa tan petites com un sol protó (Z=1), fins a un fragment tan gran com el nucli d'argó (Z=18).
Tot i que es poden produir partícules tan grans com nuclis d'argó com a producte carregat més petit (tercer) en la fissió ternària habitual, els fragments petits més comuns de la fissió ternària són els nuclis d'heli-4, que constitueixen aproximadament el 90% dels productes de fragments petits. Aquesta alta incidència està relacionada amb l'estabilitat (alta energia d'unió) de la partícula alfa, que fa que més energia estigui disponible per a la reacció. Les segones partícules més comunes produïdes en la fissió ternària són els tritons (els nuclis de triti), que representen el 7% del total de fragments petits, i els tercers més són nuclis d'heli-6 (que es desintegran en uns 0,8 segons a liti-6). Els protons i els nuclis més grans es troben a la fracció petita (< 2%) que constitueix la resta dels petits productes carregats. Les dues partícules carregades més grans de la fissió ternària, especialment quan es produeixen alfas, tenen una distribució de mida força similar a les produïdes en la fissió binària.

## Energies de producte
L'energia del tercer producte molt més petit sol oscil·lar entre 10 i 20 MeV. D'acord amb el seu origen, les partícules alfa produïdes per fissió ternària solen tenir energies mitjanes d'uns 16 MeV (energies tan grans mai es veuen en la desintegració alfa). Com que aquestes solen tenir una energia significativament més gran que les partícules alfa de ~5 MeV de la desintegració alfa, s'anomenen " alfa de llarg abast " (en referència al seu abast més llarg a l'aire o altres mitjans).
Els altres dos fragments més grans s'emporten, en les seves energies cinètiques, la resta de l'energia cinètica de fissió (normalment un total de ~ 170 MeV en la fissió d'elements pesants) que no apareix com l'energia cinètica de 10 a 20 MeV que s'emporta pel tercer producte més petit. Així, els fragments més grans de la fissió ternària són cadascun menys energètic, en un típic de 5 a 10 MeV, del que es veu en la fissió binària.

## Importància
Tot i que el procés de fissió ternària és menys comú que el procés binari, encara produeix una important acumulació de gas d'heli-4 i triti a les barres de combustible dels reactors nuclears moderns. Aquest fenomen es va detectar inicialment l'any 1957, als voltants del Savannah River National Laboratory.